# Abbubaker Mobara
Abbubaker Mobara (Città del Capo, 18 febbraio 1994) è un calciatore sudafricano, difensore dell'AmaZulu.

## Carriera

### Club
Ha giocato nella massima serie sudafricana.

### Nazionale
È stato convocato per le Olimpiadi del 2016.